# Fernando Verdasco
Fernando Verdasco Carmona (n. 15 noiembrie 1983, la Madrid) este un jucător profesionist spaniol de tenis.
În 2009 a ajuns în semifinalele de la Australian Open .
1. 1 2 3  Association of Tennis Professionals website[*] Verificați valoarea |titlelink= (ajutor)
2. ↑  Fernando Verdasco, As
3. ↑  Fernando Verdasco, Roglo